# Tettigoniopsis ehimensis
Tettigoniopsis ehimensis är en insektsart som beskrevs av Tadao Kano 1999. Tettigoniopsis ehimensis ingår i släktet Tettigoniopsis och familjen vårtbitare. Inga underarter finns listade i Catalogue of Life.